# Taurotagus gabunensis
Taurotagus gabunensis là một loài bọ cánh cứng trong họ Cerambycidae.